# Mark IX
Il carro armato Mark IX era un carro armato britannico della prima guerra mondiale. È stato il primo veicolo corazzato per il trasporto truppe (APC) al mondo.

## Sviluppo
Durante le prime azioni con i carri armati, divenne chiaro che la fanteria spesso non poteva tenere il passo con i carri, non perché i soldati fossero troppo lenti — i primi carri armati stessi potevano muoversi solo a passo d'uomo — ma perché i soldati a piedi rimanevano esposti al fuoco delle mitragliatrici, sebbene i carri armati fossero stati inventati per risolvere quel problema. In molte occasioni le posizioni guadagnate a caro prezzo andarono subito perse perché mancavano i soldati che le potessero occupare.
Nell'estate del 1917, quando anche un altro carro armato da trasporto, il Gun Carrier Mark I, era in fase di sviluppo, il tenente G.J. Rackham fu incaricato di progettare un veicolo blindato specifico per il trasporto di truppe. Egli collaborò con Eustace Tennyson d'Eyncourt, presidente del Landships Committee. La progettazione era complicata dalla richiesta che il veicolo potesse essere dotato di sponson, cosa che l'avrebbe reso un carro armato più moderno rispetto al Mark V: nel caso in cui il design del Mark VIII si fosse rivelato un fallimento, il "Mark IX" avrebbe potuto succedere al Mark VIII, ma questo requisito fu presto abbandonato a causa della sua complessità.

### Costruzione del prototipo e produzione
Nel settembre 1917 la ditta Armstrong, Whitworth & Co. a Newcastle upon Tyne iniziò a costruire due prototipi di un veicolo esclusivamente da trasporto che sarebbe diventato il Mark IX, che potesse anche servire come carro di rifornimento. I prototipi furono approvati l'anno successivo, in un momento in cui era diventato chiaro che una possibile alternativa, il Mark V * allungato, non era adatto al trasporto di fanteria. Duecento Mark IX furono ordinati dal produttore di trattori Marshall, Sons & Co. di Gainsborough nel  Lincolnshire, ma alla fine della Grande Guerra ne erano stati completati solo tre su una produzione totale di trentaquattro. Furono fatte prove di una slitta, appositamente progettata e sviluppata dall'officina dei tank in Francia, che consentiva il trasporto di ulteriori 10 tonnellate di materiale.

## Descrizione
Poiché non c'era tempo per un progetto completamente nuovo, il design del Mark IX era basato sul Mark V, con la corazzatura allungata a 9,73 m (31 ft 11 in). Il motore Ricardo da 150 CV fu spostato nella parte anteriore, il cambio in quella posteriore e i supporti delle sospensioni furono completamente eliminati. Questo creò uno spazio interno lungo 4 m (13 ft 1 in) e largo 2,45 m (8 ft 0 in), abbastanza grande da contenere trenta soldati (ufficialmente anche cinquanta) o dieci tonnellate di carico. Per garantire una rigidità sufficiente per il telaio, il fondo fu rinforzato da sostegni trasversali. La fanteria all'interno doveva dividere lo spazio con le aste di controllo per gli ingranaggi che correvano lungo il tetto e con l'albero di trasmissione che passava per il centro. Sfortunatamente per i fanti, per loro non furono costruiti sedili nel carro.
L'equipaggio vero e proprio era composto da un carrista seduto a sinistra, un comandante seduto alla sua destra (la prima volta che in un carro armato britannico si faceva questa concessione alle condizioni di traffico prevalenti in Francia), un meccanico e un mitragliere che poteva maneggiare una mitragliatrice in un portello nella parte posteriore. Una seconda mitragliatrice era montata nella parte anteriore. Progettato come veicolo corazzato per il trasporto di persone, il tipo aveva elementi di un veicolo da combattimento di fanteria, poiché lungo ciascun lato della corazzatura c'erano otto feritoie, attraverso le quali i soldati potevano sparare con i fucili. Quattro delle sedici feritoie totali si trovavano nelle quattro porte ovali (due per lato) attraverso le quali i soldati potevano salire e scendere.
Nonostante l'uso di una corazza più sottile (10 mm), il peso operativo era ancora di 27 tonnellate e la velocità di soli 6,9 km/h. Il carro poteva anche trasportare rifornimenti in un contenitore sul tetto dietro la torretta di osservazione corazzata del comandante (che costituiva il punto più alto a 2,64 m), mentre rimorchiava fino a tre slitte caricate. Rackham cercò di migliorare le condizioni interne mettendo un grande silenziatore sul tetto assieme a ventilatori, ma non c'era ancora un vano motore separato ed è quindi discutibile se il progetto abbia raggiunto l'obiettivo di un veicolo in grado di far arrivare una squadra di fanteria in una situazione di combattimento, data anche la portata operativa fortemente limitata del Mark IX.

## Storia operativa e progetto
I Mark IX furono usati per alcuni anni dopo la guerra. Esistono immagini di veicoli che portano la designazione "IC" dipinta sulle corazze, indicando probabilmente che erano effettivamente usati come "trasportatori di fanti" (Infantry Carriers). Il modello, chiamato "il Maiale" (The Pig) per via del profilo basso del cingolo anteriore che lo faceva assomigliare a un grugno, fu usato come base per due riconversioni: uno dei primi tre esemplari costruiti fu utilizzato come ambulanza blindata, mentre un altro fu convertito in un carro armato anfibio dal personale della base di prova a Dollis Hill.

## Conversione anfibia
Essendo un veicolo ingombrante (probabile motivo per cui il Mark IX fu scelto come base per un carro armato anfibio), il suo dislocamento fu aumentato montando barili nella parte anteriore e sui lati. Lunghe tavole di legno erano attaccate ai collegamenti dei cingoli, ma solo su un lato della tavola; una volta raggiunta la curva del cingolo, esse si sarebbero protese in avanti, fungendo da pagaie. L'11 novembre 1918, giorno dell'armistizio, furono scattate delle fotografie a un carro armato galleggiante nel bacino idrico di Hendon. Secondo la tradizione orale, questo veicolo fu chiamato "l'Anatra" (The Duck), ma ci sono dubbi sulla sua veridicità. Le fotografie mostrano che una grande sovrastruttura rettangolare era stata collocata intorno alla cabina e che da questa sovrastruttura si sporgevano verso l'alto dei tubi, probabilmente gli scarichi delle pompe di sentina. Il veicolo era presidiato per l'occasione da personale della Marina.
L'ultimo Mark IX sopravvissuto è ora conservato al The Tank Museum di Bovington nel Dorset.